# Potecile Muntelui Athos

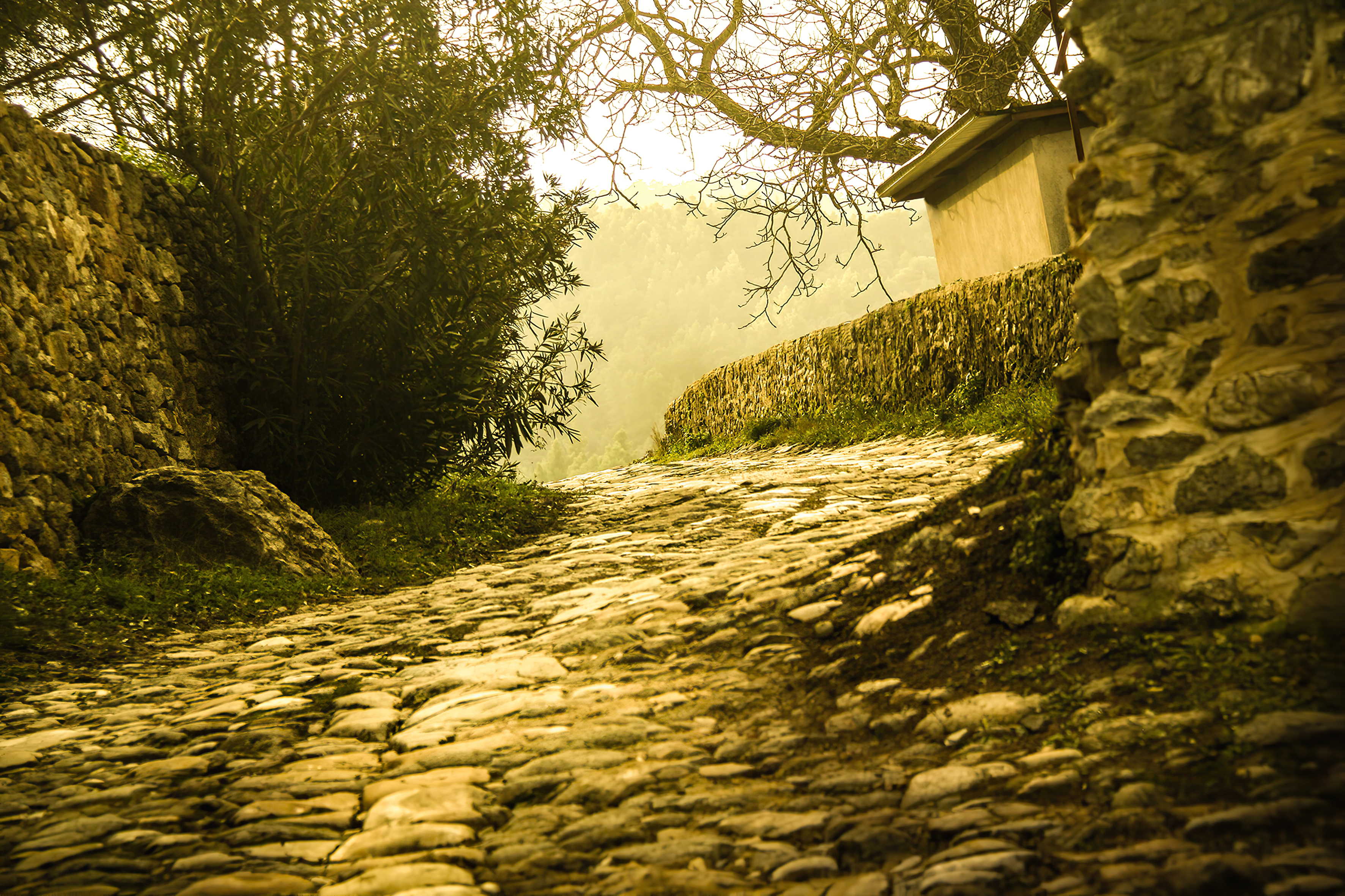
O călătorie neașteptată, Mănăstirea Hilandar

Muntele Athos are o rețea extinsă de poteci, dintre care multe datează din perioada bizantină. Aceste poteci sunt în mod obișnuit trasee concepute pentru mersul pe jos sau cu catâri nefiind suficient de largi pentru vehicule cu motor. Potecile fac legătura între diferitele mănăstiri, schituri, chilii, sihăstrii și colibe din peninsulă.

## Istorie
Multe dintre potecile de pe Muntele Athos datează din perioada bizantină. Acestea s-au format natural și doar o mică parte au fost pietruite.

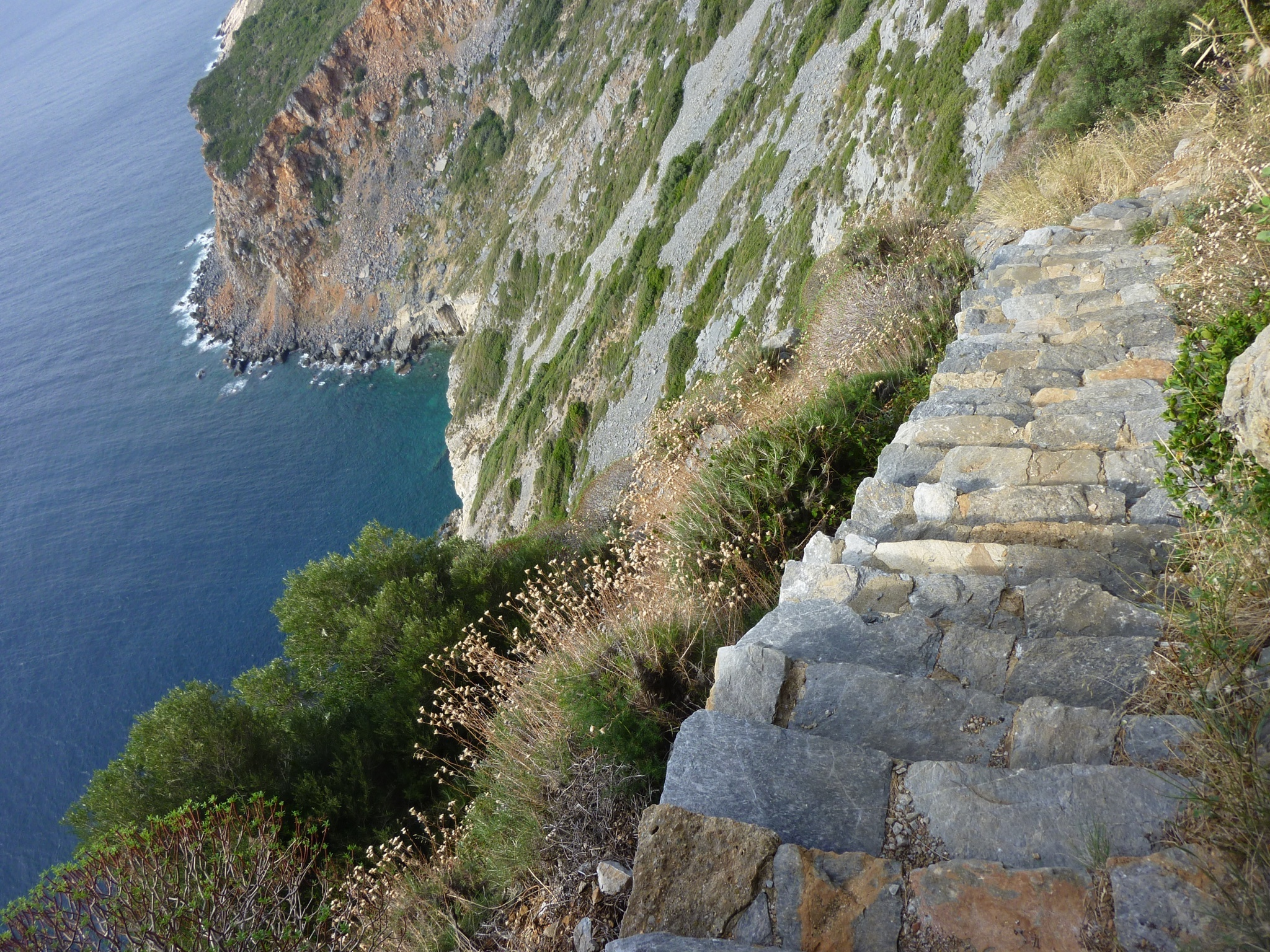
Scări, Muntele Athos

Începând cu anii 1960, ele au început să cadă în paragină. În secolul al XXI-lea, Prietenii Muntelui Athos și alți voluntari au reparat și întreținut potecile folosite de pelerini și călugări. Astăzi, majoritatea potecilor sunt în stare bună. Grupul de voluntari Prietenii Muntelui Athos cartează traseele și le monitorizează starea.

## Coasta de est

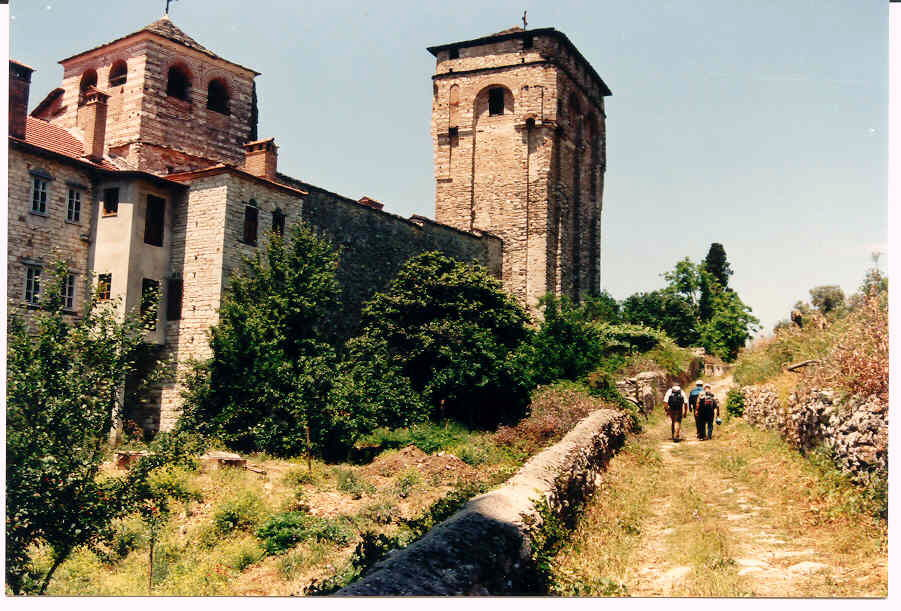
Hilandar

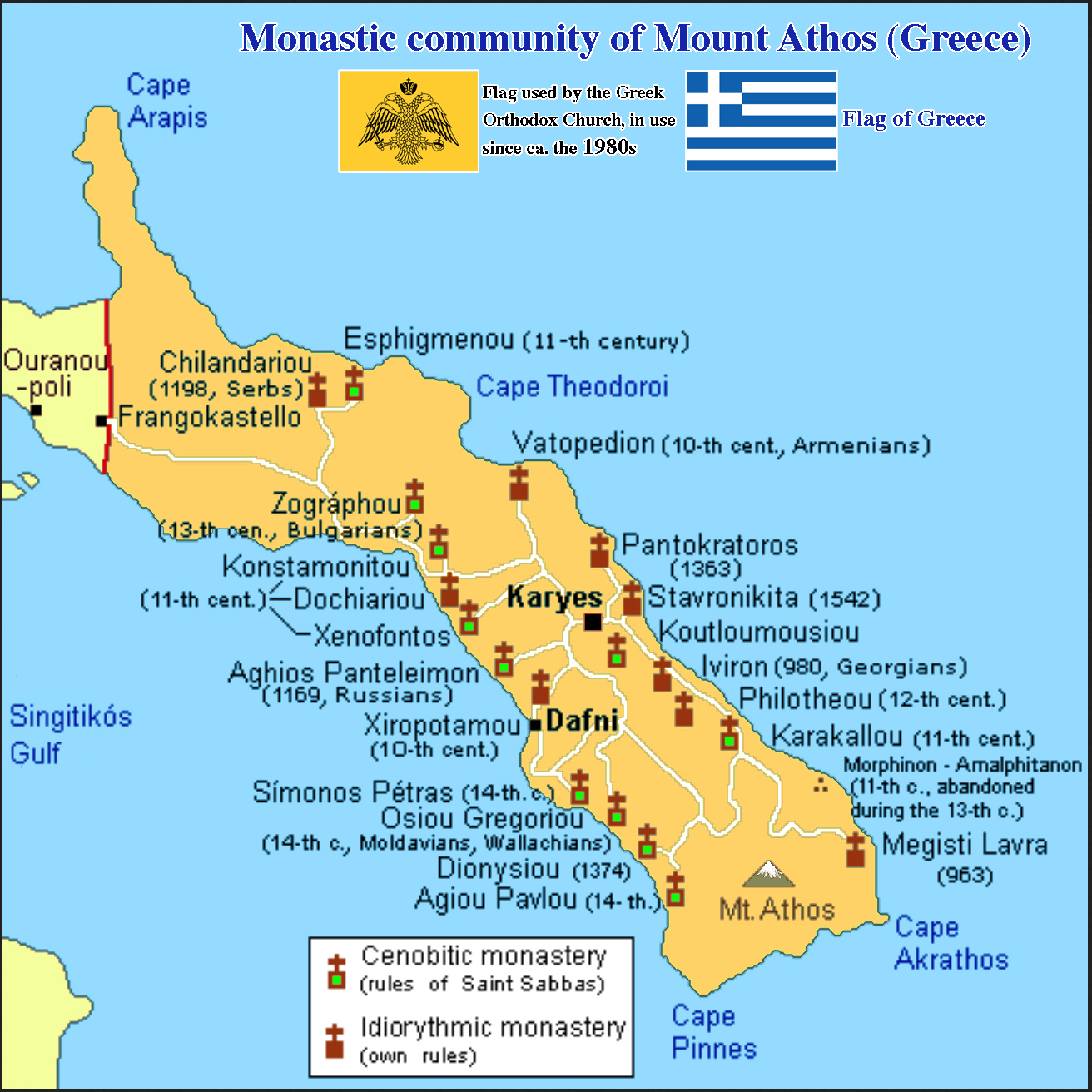
Harta Muntelui Athos

Începând de la nord spre sud, în ordine, potecile de pe coasta de est a peninsulei Athonite duc pelerinii prin următoarele locuri.
- Mănăstirea Hilandar
- Mănăstirea Esfigmenu
- Mănăstirea Vatopedu
- Mănăstirea Pantocrator
  - Schitul Profetului Ilie
- Mănăstirea Stavronichita
  - Kapsala
- Mănăstirea Cutlumuș
  - Schitul Sfântului Andrei
  - Schitul Sfântului Panteleimon
- Mănăstirea Iviru
- Chilia Mylopotamos⁠(d)
- Mănăstirea Filoteu
- Mănăstirea Caracalu
- Provata
- Morfonou (cu port pentru feriboturi)
- Schitul Lacu
- Mănăstirea Marea Lavră

## Coasta de vest
Coasta de vest este mai abruptă și mai accidentată decât coasta de est. Începând de la nord spre sud, rețeaua de poteci de pe coasta de vest a peninsulei Athonite duce pelerinii prin următoarele locuri.
- Mănăstirea Zografu
- Mănăstirea Constamonitu
- Mănăstirea Dohiariu
- Mănăstirea Xenofont
- Schitul Buna Vestire
- Mănăstirea Sfântul Pantelimon
- Mănăstirea Xiropotamu
- Dafni (port cu feribot)
- Mănăstirea Simonos Petras
- Mănăstirea Grigoriu
- Mănăstirea Dionisiu
- Mănăstirea Sfântului Pavel
- Manastirea Nea Skiti⁠(d)
- Schitul Sfânta Ana⁠(d)
- Vouleftiria
- Schitul Sfânta Ana Mică⁠(d)
- Karoulia⁠(d) (cu port pentru feriboturi)
- Katounakia⁠(d)

## Coasta de sud
De la est la vest, în ordine, rețeaua de poteci duce pelerinii prin: 
- Mănăstirea Lavra Mare
- Schitul Prodromu
- Vigla⁠(d)
- Trecătoarea Hairi (grː Χαΐρι) unde se află Peștera Sfântului Petru Athonitul [4]:71
- Megali Sara (gr: Μεγάλη Σάρα; un grohotiș)
- Sfântul Nil⁠(d)
- Schitul Kavsokalivia (cu port pentru feriboturi)
- Sihăstria Kerasia
- Sihăstria Sfântul Vasile
- Sihăstria Katunakia
- Karoulia (cu port pentru feribot)

## Calea Beiului
Calea Beiului (greacă Μονοπάτι της Κορυφογραμμής sau Δρόμος του Μπέη) se desfășoară în principal de-a lungul crestei peninsulare Athos. Pornește de la Mănăstirea Esfigmenu, atinge cel mai înalt punct în vârful Antiathonas (1042 m) și se termină la Mănăstirea Dionisiou.